# International GT Open
L'International GT Open è una serie di competizioni automobilistiche destinate alle vetture Gran turismo della categoria GT3.

## Storia
La serie è di origine spagnola, nata con quasi le stesse regole del campionato nazionale spagnolo ma aperta anche a competitori non iberici. Negli anni successivi le gare sono state estesa anche a varie piste europee.
Le gare sono strutturate su due manches che hanno avuto tempi e modi diversi negli anni: da 200 km ciascuna nel 2006, una prima da 200 km e una seconda da 150 km nel 2007, una corsa da 65 minuti e un'altra da 45 minuti nel 2008, infine da una corsa da 70 minuti e la seconda da 60 minuti nel 2009.

## Regolamento
Gli eventi del campionato sono costituiti da due gare nel weekend, la prima della durata di 70 minuti e la seconda da 60 minuti. A partire dal 2015 sono ammesse al campionato solo vetture GT3. I team sono divisi in tre categorie in base allo status FIA dei loro piloti: Pro, Pro-Am e Am. I team Pro hanno un pilota Silver e un pilota Silver, Gold o Platinum, i team Pro-Am hanno un pilota Bronze e l'altro di qualsiasi categoria, i team Am hanno due piloti Bronze.

## I circuiti
- Portimão (2009, 2011-2014, 2023)
- Brands Hatch (2007, 2010-2012)
- Circuito Ricardo Tormo (2006-2008, 2010)
- Donington Park (2009)
- Istanbul (2006)
- Estoril (2006, 2008, 2015-2018, 2022)
- Hockenheimring (2019)

- Imola (2009-2011, 2021)
- Jerez de la Frontera (2013-2014)
- Magny-Cours (2006-2011)
- Paul Ricard (2012-2013, 2015-2023)
- Montmeló (2006-2023)
- Monza (2006-2023)
- Hungaroring (2012, 2014, 2017-2018, 2020-2023)

- Oschersleben (2007)
- Nürburgring (2010, 2012-2014)
- Silverstone (2013-2018)
- Spa-Francorchamps (2008-2023)
- Valencia (2008)
- Vallelunga (2007-2008)
- Red Bull Ring (2011, 2015-2016, 2019-2023)

## Albo d'oro
| Anno | Assoluto                             | SGT                                  | GTS                                  | GTB                |
| ---- | ------------------------------------ | ------------------------------------ | ------------------------------------ | ------------------ |
| 2006 | Michele Bartyan                      | Michele Bartyan                      | Stefano Zonca Andrea Belicchi        | Fabrizio Gini      |
| 2006 | Ferrari F430                         | Ferrari F430                         | Dodge Viper                          | Ferrari 360        |
| 2007 | Richard Lietz Joël Camathias         | Andrea Montermini Michele Maceratesi | Riccardo Romagnoli                   | Gianni Giudici     |
| 2007 | Porsche 911                          | Ferrari F430                         | Dodge Viper                          | Ferrari 360 / F430 |
| 2008 | Andrea Montermini Michele Maceratesi | Andrea Montermini Michele Maceratesi | Marco Cioci Andrea Pellizzato        | -                  |
| 2008 | Ferrari F430                         | Ferrari F430                         | Chevrolet Corvette                   | -                  |
| 2009 | Marcel Fässler Joël Camathias        | Marcel Fässler Joël Camathias        | Philipp Peter Michal Broniszewski    | -                  |
| 2009 | Ferrari F430                         | Ferrari F430                         | Ferrari F430                         | -                  |
| 2010 | Álvaro Barba Pierre Kaffer           | Álvaro Barba Pierre Kaffer           | Marco Frezza                         | -                  |
| 2010 | Ferrari F430                         | Ferrari F430                         | Ferrari F430                         | -                  |
| 2011 | Soheil Ayari                         | Soheil Ayari                         | Lorenzo Bontempelli Stefano Gattuso  | -                  |
| 2011 | Ferrari F430 / 458 GT2               | Ferrari F430 / 458 GT2               | Ferrari 458 GT3                      | -                  |
| 2012 | Federico Leo Gianmaria Bruni         | Federico Leo Gianmaria Bruni         | Daniel Zampieri Michael Dalle Stelle | -                  |
| 2012 | Ferrari 458 GT2                      | Ferrari 458 GT2                      | Ferrari 458 GT3                      | -                  |
| 2013 | Andrea Montermini                    | Andrea Montermini                    | Giorgio Pantano                      | -                  |
| 2013 | Ferrari 458 GT2                      | Ferrari 458 GT2                      | McLaren MP4-12C GT3                  | -                  |
| 2014 | Roman Mavlanov Daniel Zampieri       | Roman Mavlanov Daniel Zampieri       | Giorgio Roda                         | -                  |
| 2014 | Ferrari 458 GT Italia                | Ferrari 458 GT Italia                | Ferrari 458 GT Italia                | -                  |
| Anno | Assoluto                             | GT3 PRO-AM                           | GT3 AM                               |                    |
| 2015 | Álvaro Parente Miguel Ramos          | Álvaro Parente Miguel Ramos          | Claudio Sdanewitsch                  | -                  |
| 2015 | McLaren 650S GT3                     | McLaren 650S GT3                     | Ferrari 458 Italia GT3               | -                  |
| 2016 | Thomas Biagi Fabrizio Crestani       | Thomas Biagi Fabrizio Crestani       | António Coimbra Luís Silva           | -                  |
| 2016 | Lamborghini Huracán GT3 Evo          | Lamborghini Huracán GT3              | Mercedes-AMG GT3                     | -                  |
| 2017 | Giovanni Venturini                   | Shaun Balfe Rob Bell                 | António Coimbra Luís Silva           | -                  |
| 2017 | Lamborghini Huracán GT3 Evo          | McLaren 650S GT3                     | Mercedes-AMG GT3                     | -                  |
| 2018 | Mikkel Mac                           | Tom Onslow-Cole Valentin Pierburg    | Giulio Borlenghi Andrzej Lewandowski | -                  |
| 2018 | Ferrari 488 GT3                      | Mercedes-AMG GT3                     | Lamborghini Huracán GT3 Evo          | -                  |
| 2019 | Giacomo Altoè Albert Costa           | Frederik Scandorff                   | Giuseppe Cipriani                    | -                  |
| 2019 | Lamborghini Huracán GT3 Evo          | Lamborghini Huracán GT3 Evo          | Mercedes-AMG GT3                     | -                  |
| 2020 | Henrique Chaves Miguel Ramos         | Marcelo Hahn                         | Jens Liebhauser Florian Sholze       | -                  |
| 2020 | McLaren 720S GT3                     | McLaren 720S GT3                     | KTM X-Bow GTX Concept                | -                  |
| 2021 | Frederik Schandorff Michele Beretta  | Brendan Iribe Ollie Millroy          | Giuseppe Cipriani                    | -                  |
| 2021 | Lamborghini Huracán GT3 Evo          | McLaren 720S GT3                     | Lamborghini Huracán GT3 Evo          | -                  |
| 2022 | Leonardo Pulcini Benjamin Hites      | Karol Basz Marcin Jedlinski          | Alexander Hrachowina Martin Konrad   | -                  |
| 2022 | Lamborghini Huracán GT3 Evo          | Audi R8 LMS Evo II                   | Mercedes-AMG GT3                     | -                  |